# موقف الشارع العربي من طوفان الأقصى
مند صباح السبت 7 تشرين الأول/ أكتوبر 2023 م، وهو أول أيام عملية طوفان الأقصى التى نفدتها فصائل المقاومة الفلسطينية ضد إسرائيل، لاقت هذه العملية وما صاحبها من عدوان وقصف على قطاع غزة تضامن عربي شعبي كبير على إمتداد الجغرافية العربية من الدار البيضاء حتى صلالة وبين الجاليات العربية في المهجر، بينما وسم [طوفان الأقصى] إجتاح الإنترنت.

## إستقبال الخبر وردود الأفعال الأولية
منذ إنتشار أخبار عملية طوفان الأقصى في وسائل الإعلام العربية والدولية أخدت صداى واسع في جل مواقع التواصل الاجتماعي للمستخدمين العرب الذين استقبلوها بتعليقات مؤيدة والتى تزامنت مع الذكرى 50 لحرب أكتوبر/ تشرين الأول 1973 م. فيما تصدّرت وسوم [طوفان_الأقصى]، و[فلسطين]، و[غزة_تحت_القصف]، و[فلسطين_قضيتي]، على منصتى إكس وفيسبوك منشورات المستخدمين في غالبية الدول العربية.
و في العاصمة السورية دمشق بينما كانت الأعلام السورية منكسة حداداً على ضحايا هجوم الكلية الحربية في حمص، جرى توزيع الحلويات في ساحة الأمويين مساء السبت (7-10-2023)احتفالاً بعملية طوفان الأقصى، وتم رصد لافتات لافتات مكتوب عليها: «حزننا على شهدائنا واجب، وفرحنا بانتصاركم واجب».

## مظاهرات ووقفات التضامنية
- اليمن: شهدت مدن عدن وزنجبار مظاهرات حاشدة جابت أهم شوارع يومى الثلاثاء والأربعاء - رابع خامس أيام عملية طوفان الأقصى- دعما للمقاومة الفلسطينية ونضال الشعب الفلسطيني فيما زين العلم الفلسطيني واجهات المحال التجارية والسيارات، وفي حضر موت تم تنظيم وقفة إحتجاجية تنديداً بالجرائم الإسرائيلية بحق المدنيين الفلسطينيين.[5] وفي يوم الخميس (12-10-2023) شهدت 8 مديريات بمحافظة صنعاء وهى همدان وبني حشيش وأرحب والحيمة الخارجية وصعفان ومناخة وبلاد الروس وسنحان وبني بهلول وقفات جماهيرية حاشدة، تأييداً ومباركةً لعملية طوفان الأقصى مؤكدين أصحاب هذه الوقفاتأن ما حققته المقاومة الفلسطينية في عملية طوفان الأقصى قد أسقط《مقولة الجيش إسرائيل الذي لا يقهر》.[6]
- الأردن: شارك آلاف الأردنيين يوم الثلاثاء (10-10-2023) في مظاهرات في عمان تأييدا لمقاومة الفلسطينية رافعين رايات فلسطينية ولافتات كتب على بعضها 《لن نترككم وحدكم في المعركة》 و《مع المقاومة وخياراتها》.[7]
- سوريا: نفذ طلاب وأستاذة جامعات دمشق والفرات والبعث وتشرين وحلب إضافة إلى اتحاد الوطني لطلبة سوريا يوم الأربعاء (11-10-2023) وقفات تضامنية داعمة للمقاومة الفلسطينية ولعملية طوفان الأقصى وأكد المشاركين في هذه الوقفات دعمهم للقضية الفلسطينية مصرحين بإن ما يصنعه الفلسطينيون من بطولات هو أمل بالنصر لكل الشعوب التي آمنت بالقضية، وقاومت المحتل لتحرير أرضها مشددين على اعتماد نهج المقاومة لإرجاع الأرض لأن العدو الإسرائيلي لا يفهم إلا لغة القوة لتحرير الأراضي العربية المحتلة من الجولان حتى فلسطين.[8] وفي اليوم السادس لعملية طوفان الأقصى نظمت الخميس في مدينة تونس مسيرة جماهيرية حاشدة انطلقت من أمام المقر المركزي للاتحاد العام التونسي للشغل للتعبير عن دعم حقوق الشعب الفلسيطيني ولتجريم التطبيع حضرتها فعاليات حزبية إضافة إلى السفير الفلسطيني لدى تونس وكذلك ارملة المهندس التونسي محمد الزواري الذي اغتالته المخابرات الاسرائيلية في صفاقس سنة 2016.[9] كما نظم أيضا في نفس اليوم وقفة دعم ومساندة للمقاومة الفلسطينية" أمام المحكمة الابتدائية بقفصة والمحكمة الابتدائية بتوزر في جنوب البلاد من تنظيم الفرع الجهوي للمحامين.
- ليييا: شهدت العاصمة طرابلس ومدن مصراتة والزاوية وبنى وليد والزنتان مظاهرات داعمة للقضية الفلسطينية فيما انتشرت دعوات شعبية إلى مظاهرة حاشدة بميدان الشهداء وسط طرابلس يوم جمعة القادم 13 أكتوبر تنديداً بالقصف الإسرائيلي على القطاع.[10]
- تونس: شهدت واجهة المسرح البلدي بالعاصمة تونس يوم السبت (أول أيام العملية) وقفة تضامنية مع المقاومة الفلسطينية،[11] وفي يوم الإثنين 16-10-2023 شهدت بلدة بوزيان في ولاية سيدي بوزيد مسيرة شعبية جابت الشارع الرئيسي للبلدة مساندة للقضية الفلسطينية ومنددة بجرائم الاحتلال،[12] وفي اليوم السادس لعملية طوفان الأقصى نظمت الخميس في مدينة تونس مسيرة جماهيرية حاشدة انطلقت من أمام المقر المركزي للاتحاد العام التونسي للشغل للتعبير عن دعم حقوق الشعب الفلسيطيني ولتجربم التطبيع حضرتها فعاليات حزبية إضافة إلى السفير الفلسطيني لدى تونس وكذلك ارملة المهندس التونسي محمد الزواري الذي اغتالته المخابرات الاسرائيلية في صفاقس سنة 2016، ونظم في نفس اليوم وأقصى الجنوب التونسي الفرع الجهوي للمحامين وقفتى دعم ومساندة للمقاومة الفلسطينية الأولى أمام المحكمة الابتدائية بقفصة والثانية المحكمة الابتدائية بتوزر.[9]
- موريتانيا: شهدت العاصمة نواكشوط ومدن موريتانية أخرى مساء الثلاثاء(10-10-2023) فعاليات تضامنية مع القضية الفلسطينية.[13]

## موقف المنظمات والأحزاب والشخصيات العربية

#### مؤسسات عربية
- اتحاد الناشرين العرب يقاطع معرض فرانكفورت للكتاب 2023، وذلك إحتجاجا على إلغاء حفل تكريم الكاتبة الفلسطينية عدنية شبلي، وحجب جائزتها المُعلن عن فوزها بها عن روايتها "تفصيل ثانوي"《Eine Nebensache》 المنشورة باللغة الألمانية والذي يشكل إنحياز واضح للكيانالإسرائيلي.[14][15]

#### لبنان
- رئيس تيار المردة سليمان فرنجية: لا بدّ لقوة الحق أن تنتصر على الظلم مهما طال الزمن، بوركت سواعد المقاومين أصحاب الأرض.[16]
- رئيس حزب التوحيد العربي وئام وهاب: تلبية نداء محمد ضيف من قبل المقاومين في كل الأمة واجب قومي، فلتكن هذه المعركة درسًا لا ينسى للاحتلال وداعميه.[16]
- رئيس حزب القوات اللبنانيَّة سمير جعجع: أهم شيء عدم توريط اللبنانيين بتحمّل ما ليس بطاقتِهم، بعد كل الأوضاع الصعبة التي يعيشونها. وأن ما يجري أكبر بكثير من عمليّة عسكريّة وإنما هي حرب بكل ما للكلمة من معنى.[17]
- الرئيس السابق للحزب التقدمي الاشتراكي وليد جنبلاط: لا يمكن أن المساؤة بين الضحايا وهل نسي وزير الخارجية الأمريكي ان هناك آلاف القتلى في غزة على مدى عقود، وأتمنى عدم استدراج المقاومة (يقصد المقاومة اللبنانيَّة)، ولكن اذا رأينا الاساطيل تأتينا فربما ندخل إلى الحرب.[18]
- وزير الإعلام اللبنانيَ السابق جورج قرداحي: قالوا عن طوفان الأقصى صدمة كبيرة وتحول تاريخى ولكن انا في أعماق نفسي كان لى حدوث المعجزة التى لم تفاجئ الإسرائيليين فقط بل فجائت الجميع حتى نحن المتمسكين بالقضية الفلسطينية، هناك أعمال بطولية حدثت في غزة ومحيطها والتى رجعت القضية الفلسطينية إلى الصدارة بعد ما حولو طمسها.[19]

#### مصر
- مفتي جمهورية مصر العربية شوقي علام: أن القضية الفلسطينية هي قضية كل عربي ومسلم، ولا تسقط بالتقادم، ولكنها تحيا في نفوسنا، ويزداد تمسكنا بالحق الفلسطيني والعربي لما للقدس من مكانة دينية وحضارية على مر التاريخ.
- دعا حزب حماة الوطن إلى ضرورة تبني الموقف المصري الرسمى الذي يهدف للعودة لطاولة المفاوضات بين الجانبين الفلسطيني والإسرائيلي لتحقيق الاستقرار في المنطقة بالكامل. مؤكداً رفض الحزب موقف المجتمع الدولي المنحاز بشكل واضح لإسرائيل وتبرير عمليات القصف والاعتداء على المدنيين وبناء المستوطنات، بينما يستنكر على الفلسطينين الدفاع عن أنفسهم.[20]
- المحلل السياسي محمود التميمي كتب منشور صباح يوم العملية جاء فيه: هل تعلم بأن إسرائيل منذ الصباح وحتى اللحظة "الساعة 8 ونص" لم تستطع استعادة السيطرة على المستوطنات التي احتلها الفلسطينيون.[2]

#### الجزائر
- أكد الأمين العام لحزب التحالف الوطني الجمهوري بلقاسم ساحلي على دعم الحق المشروع للشعب الفلسطيني في الدفاع عن نفسه باستعمال كل الوسائل بما فيها الكفاح المسلح.[21]
- أعرب الاتحاد الوطني للصحفيين والإعلاميين الجزائريين عن "استهجانه لتمادي الاحتلال الصهيونى والتجاوزاته الخطيرة التي يقوم بها" معلنا تضامنه الكامل والأبدي مع الأشقاء الفلسطينيين ا الذين لقنوا العدو درسا في الجسارة والاستبسال.[21]

#### سوريا
- اتحاد الناشرين السوريين يقاطع المشاركة بمعرض فرانكفورت الدولي 2023 بسبب انحياز إدارته الواضح ضد الشعب العربي والفلسطيني وذلك بعد إلغاء حفل تكريم الكاتبة الفلسطينية عدنية شبلي وحجب جائزتها المُعلن عن فوزها بها عن روايتها 《تفصيلة بسيطة》 المنشورة باللغة الألمانية.[15]

#### عُمان
- رئيس تحرير جريدة الرؤية حاتم الطائي: «سطَّرت المُقاومة الفلسطينية تاريخًا ماجدًا، ووضعت قواعد اشتباك جديدة، من شأنها أن تُعيد رسم الحدود وفق شروطها الخاصة، وذلك بعدما فجّرت "طوفان الأقصى" في وجه دولة الاحتلال الإسرائيلي الغاصب، في معركةٍ عسكرية غير مسبوقة، باغتت بها الكيان المُحتل، وألحقت به هزيمة نكراء، ما تزال صفحاتها تُكتب في مسلسل تركيع إسرائيل» مضيفا «اليوم فلسطين تنتصر على إسرائيل، ولأول مرة في تاريخ الصراع».[22]
- الكاتب الصحفى سالم أحمد بخيت صفرار: «إن ما يبهر في عملية طوفان الأقصى يتمثل في دقة التخطيط، فعلى حين غرة أخذت المقاومة إسرائيل والتى كشفت الفشل الذي مني به الجيش الإسرائيلي من فشل استخباراتي والذي وقعوا بين قتيل وأسير في مشهد دراماتيكي لم نشهده في عالمنا العربي لسنوات طوال».[23]

#### الكويت
- الأميرة عائشة المبارك الصباح: بكل فخر واعتزاز، نقول إن غزة، استطاعت بفضل مقاومتها الباسلة أن ترسم ملحمة وطنية عربية إسلامية، سيظلّ يُخلّدها التاريخ عبر عصوره المتعاقبة، وستبقى مفخرة لنا جميعاً.[24]
- اعربت جمعية الجراحين الكويتية عن تضامنها ووقوفها إلى جانب الشعب الفلسطيني في الدفاع عن قضيته العادلة في استعادة أراضيه ومقدسات المسلمين. وأكدت -في بيانها استعدادها لدعم الشعب الفلسطيني عن طريق تشكيل فرق طبية جراحية متخصصة بالتعاون مع هيئات المجتمع المدني وجمعية الهلال الأحمر الكويتي لتسهيل إرسالها لعلاج الجرحى والمصابين من أبناء الشعب الفلسطيني خلال المعارك الدائرة في الأراضي المحتلة.[25]

#### ليبيا
- أصدرت لجنة الحريات بالنقابة العامة للمحامين الليبية بياناً تؤكد فيه حق الشعب الفلسطيني في تحرير أرضه والدفاع عن كرامته بكل الوسائل الممكنة.
- النقابة العامة لأعضاء هيئة التدريس في ليبيا، في بيان لها: نحث المؤسسات الليبية كافة على تأييد عملية طوفان الأقصى ونحث أيضا أعضاء هيئة التدريس في كافة المعاهد والجامعات اللييية على التأكيد على أن القضية الفلسطينية هي قضية العرب المركزية في المحاضرات كافة.

#### تونس
- الاتحاد العام التونسي للشغل عبر مند اليوم الأول للعملية عن دعمه للمقاومة الفلسطينية، داعيا في بيان رسمى الشعوب العربية إلى دعم المقاومة وتقديم الدعم المادي والمعنوي لها للتصدي للمجازر التي ترتكبها آلة الدمار الإسرائيلية مضيفا إن عملية طوفان الأقصى جاءت ردا على تصاعد جرائم الكيان الغاصب في حق الشعب الفلسطيني وصفعة للحكام العرب الذين هرولوا للتطبيع مع هذا الكيان.[26]
- اتحاد الكتاب التونسيين: نتضامن مع الشعب الفلسطيني الذي يعيش ليلا نهارا على إيقاع آلة الحرب الإسرائيلية مؤكداً على مركزية القضية الفلسطينية في أدبيات الكتاب والأدباء والمفكرين التونسيين، وفي وجدان كل مبدع تونسي.[27][28]